# Murco
Murco är ett amerikanskt bensinbolag som fanns i Sverige genom Svenska Murco Petroleum AB mellan åren 1961 och 1975. Det amerikanska bolaget Murphy Oil Corporation etablerade sig i slutet av 1950-talet i England under namnet "Murco". Därefter startades verksamhet även i Sverige med säte i Göteborg. Åren 1975 köptes Murcos svenska verksamhet upp av BP och bensinstationerna bytte namn till BP.